# Čenej
Čenej (izvirno srbsko Ченеј) je naselje v Srbiji, ki upravno spada pod Občino Novi Sad; slednja pa je del Južnobačkega upravnega okraja.

## Demografija
V naselju, katerega izvirno (srbsko-cirilično) ime je Ченеј, živi 1690 polnoletnih prebivalcev, pri čemer je njihova povprečna starost 39,6 let (38,0 pri moških in 41,1 pri ženskah). Naselje ima 683 gospodinjstev, pri čemer je povprečno število članov na gospodinjstvo 3,09.
To naselje je, glede na rezultate popisa iz leta 2002, v glavnem srbsko.
|  |

| Demografija | Demografija     | Demografija     |
| Leto        | Št. prebivalcev | Št. prebivalcev |
| ----------- | --------------- | --------------- |
|             |                 |                 |
|             |                 |                 |
|             |                 |                 |
|             |                 |                 |
| 1948        | 2278            |                 |
| 1953        | 2125            |                 |
| 1961        | 2078            |                 |
| 1971        | 1828            |                 |
| 1981        | 1686            |                 |
| 1991        | 1577            | 1572            |
| 2002        | 2140            | 2115            |
|             |                 |                 |

| Etnična sestava po popisu iz leta 2002 | Etnična sestava po popisu iz leta 2002 | Etnična sestava po popisu iz leta 2002 | Etnična sestava po popisu iz leta 2002 | Etnična sestava po popisu iz leta 2002 |
| -------------------------------------- | -------------------------------------- | -------------------------------------- | -------------------------------------- | -------------------------------------- |
| Srbi                                   | Srbi                                   |                                        | 1.794                                  | 84,82%                                 |
| Jugoslovani                            | Jugoslovani                            |                                        | 59                                     | 2,78%                                  |
| Slovaki                                | Slovaki                                |                                        | 37                                     | 1,74%                                  |
| Madžari                                | Madžari                                |                                        | 33                                     | 1,56%                                  |
| Hrvati                                 | Hrvati                                 |                                        | 21                                     | 0,99%                                  |
| Črnogorci                              | Črnogorci                              |                                        | 9                                      | 0,42%                                  |
| Slovenci                               | Slovenci                               |                                        | 5                                      | 0,23%                                  |
| Goranci                                | Goranci                                |                                        | 5                                      | 0,23%                                  |
| Romuni                                 | Romuni                                 |                                        | 4                                      | 0,18%                                  |
| Bolgari                                | Bolgari                                |                                        | 4                                      | 0,18%                                  |
| Albanci                                | Albanci                                |                                        | 3                                      | 0,14%                                  |
| Rusini                                 | Rusini                                 |                                        | 2                                      | 0,09%                                  |
| Romi                                   | Romi                                   |                                        | 2                                      | 0,09%                                  |
| Nemci                                  | Nemci                                  |                                        | 2                                      | 0,09%                                  |
| Ukrajinci                              | Ukrajinci                              |                                        | 1                                      | 0,04%                                  |
| Rusi                                   | Rusi                                   |                                        | 1                                      | 0,04%                                  |
| Makedonci                              | Makedonci                              |                                        | 1                                      | 0,04%                                  |
| Bunjevci                               | Bunjevci                               |                                        | 1                                      | 0,04%                                  |
| Neznano                                | Neznano                                |                                        | 117                                    | 5,53%                                  |